# Roemeens voetbalkampioenschap 1950
1950 was het dertiende seizoen van de Divizia A en het 33ste kampioenschap van Roemenië. De competitie veranderde van een herfst-lente systeem naar een lente-herfst systeem zoals in de Sovjet-Unie gebruikelijk was.

## Eindstand
| Plaats | Team                     | Wed. | W  | G | V  | Doelpunten | Verschil | Ptn |
| ------ | ------------------------ | ---- | -- | - | -- | ---------- | -------- | --- |
| 1      | Flamura Roșie UT Arad 1  | 22   | 11 | 6 | 5  | 43 : 27    | +16      | 28  |
| 2      | Locomotiva Boekarest 2   | 22   | 11 | 6 | 5  | 43 : 33    | +10      | 28  |
| 3      | Știința Timișoara 3      | 22   | 9  | 7 | 6  | 30 : 37    | −07      | 25  |
| 4      | Locomotiva Timișoara 4   | 22   | 11 | 2 | 9  | 40 : 28    | +12      | 24  |
| 5      | CCA Boekarest (B) 5      | 22   | 8  | 8 | 6  | 37 : 26    | +11      | 24  |
| 6      | Partizanul Petroșani 6   | 22   | 7  | 8 | 7  | 39 : 38    | +01      | 22  |
| 7      | ICO Oradea (K)           | 22   | 8  | 6 | 8  | 32 : 34    | −02      | 22  |
| 8      | Dinamo Boekarest         | 22   | 9  | 3 | 10 | 40 : 45    | −05      | 21  |
| 9      | Locomotiva Târgu-Mureș 7 | 22   | 6  | 6 | 10 | 32 : 38    | −06      | 18  |
| 10     | Partizanul Boekarest 8   | 22   | 5  | 8 | 9  | 39 : 49    | −10      | 18  |
| 11     | Metalul Reșița (N)       | 22   | 6  | 6 | 10 | 38 : 48    | −10      | 18  |
| 12     | Locomotiva Sibiu (N)     | 22   | 4  | 8 | 10 | 28 : 38    | −10      | 16  |

1 ITA Arad veranderde zijn naam in Flamura Roșie UT Arad.
2 CFR Boekarest veranderde zijn naam in Locomotiva Boekarest.
3 CSU Timișoara veranderde zijn naam in Știința Timișoara.
4 CFR Timișoara veranderde zijn naam in Locomotiva Timișoara.
5 CSCA Boekarest veranderde zijn naam in CCA Boekarest.
6 Jiul Petroșani veranderde zijn naam in Partizanul Petroșani.
7 RATA Târgu-Mureș veranderde zijn naam in Locomotiva Târgu-Mureș.
8 Petrolul Boekarest veranderde zijn naam in Partizanul Boekarest.
(K) = verdedigend kampioen, (B) = verdedigend bekerwinnaar, (N) = gepromoveerd
| Kampioen     |
| Bekerwinnaar |
| Degradatie   |

### Topschutters
| Naam             | Club                  | Goals |
| ---------------- | --------------------- | ----- |
| Andrei Rădulescu | Locomotiva Boekarest  | 18    |
| Petre Bădeanțu   | Locomotiva Timișoara  | 15    |
| Tudor Paraschiva | Partizanul Petroșani  | 14    |
| Titi Popescu     | Dinamo Boekarest      | 14    |
| Andrei Mercea    | Flamura Roșie UT Arad | 12    |
| Mihai Zsizsik    | Metalul Reșița        | 12    |